# Franca Falcucci

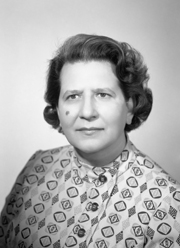
Franca Falcucci

Franca Falcucci (* 22. März 1926 in Rom; † 4. September 2014 ebenda) war eine italienische Politikerin der Democrazia Cristiana (DC), die 24 Jahre lang Mitglied des Senato della Repubblica sowie zwischen 1982 und 1987 Ministerin für öffentlichen Unterricht war.

## Leben
Franca Falcucci absolvierte nach dem Schulbesuch ein Studium der Philosophie und Geschichtswissenschaften und war nach Abschluss des Studiums als Lehrerin für diese Fächer an einem Gymnasium tätig.
Am 19. Mai 1968 wurde sie als Kandidatin der Democrazia Cristiana zum Mitglied des Senato della Repubblica und vertrat dort von der fünften bis zum Ablauf der zehnten Legislaturperiode am 22. April 1992 24 Jahre lang die Interessen der Region Latium.
Während ihrer Senatszugehörigkeit war zwischen Juli 1968 und Mai 1971 und erneut zwischen November 1972 und Oktober 1975 Mitglied des Ausschusses für Justiz und Geschäftsordnung (Commissione permanente per Giustizia e autorizzazioni a procedere) sowie zeitgleich von Juli 1968 bis Mai 1972 des Ausschusses für öffentlichen Unterricht und schöne Künste (Commissione permanente per l’Istruzione pubblica e belle arti). Im Juli 1972 wurde sie Vizevorsitzende des Ausschusses für öffentlichen Unterricht und bekleidete diese Funktion bis Juni 1979.
Am 31. Juli 1976 wurde Franca Falcucci von Ministerpräsident Giulio Andreotti zur Unterstaatssekretärin im Ministerium für öffentlichen Unterricht (Sottosegretario di Stato per la pubblica istruzione) ernannt. Sie bekleidete diese Funktion auch in den darauf folgenden Regierungen der Ministerpräsidenten Francesco Cossiga, Arnaldo Forlani und Giovanni Spadolini bis zum 30. November 1982. Zwischen Juli 1979 und Juli 1987 war sie wieder Mitglied des Ausschusses für öffentlichen Unterricht.
Danach erfolgte am 1. Dezember 1982 ihre Ernennung zur Ministerin für öffentlichen Unterricht (Ministro della pubblica istruzione) im fünften Kabinett von Ministerpräsident Amintore Fanfani. Das Ministeramt bekleidete sie auch im ersten und zweiten Kabinett von Bettino Craxi sowie im sechsten Kabinett von Amintore Fanfani bis zum 27. Juli 1987.
Während ihrer letzten Legislaturperiode im Senat war Franca Falcucci von August 1987 bis April 1992 Mitglied des Senatsausschusses für Auswärtige Angelegenheiten und Einwanderung (Commissione permanente per l’Affari esteri e emigrazione).